# Le Donjon de Naheulbeuk : L'Orbe de Xaraz
Le Donjon de Naheulbeuk : L'Orbe de Xaraz est un roman écrit par John Lang (alias Pen Of Chaos). Il s'agit de la quatrième saison de la saga MP3 du Donjon de Naheulbeuk, sorti le 17 novembre 2009.

## Intrigue
L'Orbe de Xaraz reprend quelques jours après la fin de La Couette de l'Oubli, où les héros, bien qu'ils viennent de sauver le monde du retour de Dlul, sont toujours aussi pauvres et démoralisés. Après une course-poursuite avec un géant des collines, leurs mésaventures leur enjoignent encore de fuir, jusqu'au moment où l'un des leurs meurt accidentellement. N'ayant aucun point de destin, il n'est possible de le ramener à la vie que par un puissant sortilège. La dissolution de la Compagnie est donc remise à plus tard...
La compagnie des Fiers de Hache est utilisée pour un complot : les comploteurs les envoient sur une mission bidon qui a lieu pendant un match de brute balle (sport de balle fictif) qui attire de nombreux supporters. Les comploteurs emploient volontairement une équipe lamentable pour qu'elle se fasse prendre et déclencher un conflit conforme à leur souhait. Malheureusement pour les comploteurs, la compagnie des Fiers de Hache n'entre pas dans le bon donjon.
À la fin du roman, il s'avère que l'équipe a de nouveau sauvé le monde (involontairement, évidemment).

## Style littéraire
Le roman s'inscrit dans la continuité de l'opus précédent : un narrateur au langage soutenu, beaucoup de descriptions, moins de dialogues. Le style familier resurgit toutefois dans les « bulletins cérébraux », des passages décrivant l'état d'esprit d'un des personnages de la Compagnie à un certain moment de l'histoire.

## Personnages
D'anciens personnages réapparaissent dans ce livre, comme le Paladin, compagnon temporaire de la Compagnie durant la saison 2, ou Zangdar, le propriétaire du donjon de Naheulbeuk, qui en a perdu l'usufruit depuis, ainsi que son acolyte Reivax,  et de nouveaux comme Morwynn ou Silgadiz font leur entrée.

## Clins d'œil
Cet opus multiplie les références et les hommages aux sources d'inspiration, comme les capsules des 2 minutes du peuple. Certaines répliques viennent de films, comme Retour vers le futur, ou des séries télévisées (Kaamelott, déjà détournée dans des montages vidéo par John Lang).

## Récompense
L'Orbe de Xaraz a reçu le prix Merlin (prix de la littérature de Fantasy & Fantastique francophone) 2010, dans la catégorie « Roman ».